# マーズ・アタック!
『マーズ・アタック!』（Mars Attacks!）は、1996年のアメリカ映画。ティム・バートン監督のSFコメディ。1962年にアメリカのトップス社から発売されたトレーディングカード「マーズ・アタック」が原案。

## 概説
火星人来襲に大わらわする地球人たちをコミカルに描く。B級映画へのオマージュを感じさせる作品だが、大統領と詐欺師の2役を演じるジャック・ニコルソンをはじめ、出演陣は非常に豪華である。

## あらすじ
謎の円盤型飛行物体が地球に飛来し、センセーションを巻き起こす。テレビジャックにより地球にコンタクトを取ってきた「ミドリ人」と名乗る異星人は、むき出しの巨大な脳に大きな目、骸骨のような口元の奇怪な緑色の生物だった。
見栄ばかりを気にするアメリカ大統領デイルは、政権内が和平派と戦争派に主張が分かれる中、火星人を大々的なセレモニーで歓迎することにする。大統領の周囲は、ヒステリーな妻マーシャ、シニカルな大統領の娘タフィにお調子者の広報官ジェリー、楽観的なケスラー教授、ベトナム以来の鬼将軍デッカーという面々だった。
人類史上初の異星人とのコンタクトに世界中が沸き立った。ラスベガスでカジノを経営する不動産王ランドはビジネスのチャンスと大喜び、家庭の不和から酒びたりだった妻のバーバラは火星人を崇拝する怪しげなセミナーに通い始める。カジノで働く元チャンピオンボクサーのバイロンは、離婚した妻と子供達と久々に会えるのを楽しみにしていた。トレーラーハウスに住む貧乏なノリス家では長男が兵役に就き、火星人を倒すと吼えている。穏やかな次男リッチーは認知症のおばあちゃん以外の家族からつまはじきにされていた。テレビキャスターのナタリーは、インタビュー相手のケスラー教授といい感じになり、恋人のジェイソンは気が気ではない。
着陸した火星人大使と地球側代表のコンタクトは穏やかに行われたかに見えたが、観衆の一人が平和のシンボルのつもりで放した鳩が飛んできたことから激変する。火星人大使が鳩を即座に撃ち殺したかと思うと、火星人たちは軍隊を含むセレモニー会場のほぼ全員を光線銃で焼き殺してしまう。登場人物たちが大混乱の中で次々と滑稽で無残な最期を遂げていく。切り札である核兵器は火星人たちには効果が無く、大統領も火星人との握手で死に、旗台にされる。
子供の悪ふざけのような残虐行為を繰り返す火星人たち。ラスベガスも襲われる。トム・ジョーンズとバーバラたちはセスナで何とか逃げ出すが、彼らが地上に見たものは、離陸を助けるために素手で立ち向かって火星人大使を倒したものの、他の火星人たちに取り巻かれたバイロンの姿だった。
だが、人類は救われた。食い止めたのは、ノリス家のおばあちゃんと孫のリッチーの二人だった。火星人の弱点は、1951年のウェスタンソング「インディアン・ラブ・コール」の周波数というものだった。放送や拡声器で流される歌を聞き、火星人は次々と頭を破裂させていった。逃走を図る火星人たちが乗った最後の宇宙船も、爆発の末に四散した。
おばあちゃんとリッチーは、政権関係者の中でただ一人生き残ったタフィから名誉勲章を贈られる。辛くも生還したバイロンは、妻と子供達との関係をやり直すことを決意し、家族の元へ帰還。そしてバーバラたちは、タホ湖に墜落した数多くの宇宙船を目にするのだった。

## キャスト
| 役名                                            | 俳優                         | 日本語吹替 | 日本語吹替                                                                              |
| 役名                                            | 俳優                         | ソフト版   | テレビ東京版                                                                            |
| ----------------------------------------------- | ---------------------------- | ---------- | --------------------------------------------------------------------------------------- |
| ジェームズ・デイル大統領 アート・ランド（二役） | ジャック・ニコルソン         | 壤晴彦     | 瑳川哲朗                                                                                |
| マーシャ・デイル                                | グレン・クローズ             | 吉田理保子 | 藤田淑子                                                                                |
| バーバラ・ランド                                | アネット・ベニング           | 佐々木優子 | 佐々木優子                                                                              |
| ドナルド・ケスラー教授                          | ピアース・ブロスナン         | 森功至     | 小杉十郎太                                                                              |
| ギャンブラー                                    | ダニー・デヴィート           | 樋浦勉     | 青野武                                                                                  |
| ジェリー・ロス広報官                            | マーティン・ショート         | 宮本充     | 堀内賢雄                                                                                |
| ナタリー・レイク                                | サラ・ジェシカ・パーカー     | 雨蘭咲木子 | 井上喜久子                                                                              |
| ジェーソン・ストーン                            | マイケル・J・フォックス      | 水島裕     | 森川智之                                                                                |
| デッカー将軍                                    | ロッド・スタイガー           | 樋浦勉     | 富田耕生                                                                                |
| トム・ジョーンズ                                | トム・ジョーンズ             | 石原慎一   | 池田勝                                                                                  |
| リッチー・ノリス                                | ルーカス・ハース             | 石田彰     | 川島得愛                                                                                |
| タフィ・デイル                                  | ナタリー・ポートマン         | 小島幸子   | 根谷美智子                                                                              |
| バイロン・ウィリアムス                          | ジム・ブラウン               | 宝亀克寿   | 銀河万丈                                                                                |
| 火星ガール                                      | リサ・マリー                 | 台詞なし   | 台詞なし                                                                                |
| フローレンス・ノリス（リッチーの祖母）          | シルヴィア・シドニー         | 島美弥子   | 京田尚子                                                                                |
| ケイシー将軍                                    | ポール・ウィンフィールド     | 二瓶秀雄   | 小山武宏                                                                                |
| ルイーズ・ウィリアムス                          | パム・グリア                 | 一城みゆ希 | 野沢由香里                                                                              |
| ビリー・グレン・ノリス                          | ジャック・ブラック           | 小山力也   | 桜井敏治                                                                                |
| リッチーの父                                    | ジョー・ドン・ベイカー       | 稲葉実     | 辻親八                                                                                  |
| リッチーの母                                    | オーラン・ジョーンズ         | 一城みゆ希 | 日野由利加                                                                              |
| シャローナ（ビリーの恋人）                      | クリスティナ・アップルゲイト |            |                                                                                         |
| 大統領護衛官ミッチ                              | ブライアン・ヘイリー         | 小山力也   |                                                                                         |
| フランス大統領                                  | バーベット・シュローダー     | 稲葉実     | 有本欽隆                                                                                |
| ツィーグラー教授                                | イエジー・スコリモフスキー   | 星野充昭   |                                                                                         |
| セドリック                                      | レイ・ジェイ                 |            |                                                                                         |
| 投資家                                          | ランス・ハワード             |            |                                                                                         |
| デコレイター                                    | ジョゼフ・メイハー           |            |                                                                                         |
| 局プロデューサー                                | ウィリー・ガーソン           |            |                                                                                         |
| 火星人（声）                                    | フランク・ウェルカー         | 原語版流用 | 原語版流用                                                                              |
| 翻訳機（声）                                    | ロジャー・L・ジャクソン      |            | 青野武                                                                                  |
| その他                                          | N/A                          |            | 喜田あゆ美 大谷育江 宝亀克寿 稲葉実 鈴木紀子 楠見尚己 堀川仁 乃村健次 園田恵子 児玉孝子 |

- テレビ東京版：初回放送2000年4月13日『木曜洋画劇場』

## 作品解説

### キャスティング
デイル大統領役には、当初ウォーレン・ベイティがキャスティングされていたが、結局ジャック・ニコルソンに決定。なお、ジャック・ニコルソンは監督から、「どの役をやりたい?」と聞かれ、「全部」と答えるほど乗り気だった。グレン・クローズが演じたファーストレディ役には、当初、シガニー・ウィーバー、メリル・ストリープ、ダイアン・キートン、ストッカード・チャニングらが打診されていた。
バーバラ役には当初スーザン・サランドンが有力視されていた。またピアース・ブロスナン演じたケスラー教授役には、トミー・リー・ジョーンズ、ショーン・ペン、ヒュー・グラントも候補になっていた。
リポーターのナタリー役で出演しているサラ・ジェシカ・パーカーは、『セックス・アンド・ザ・シティ』でブレイクする前であったため、オファーが来た際に脚本を読まずに出演を決断した。マイケル・J・フォックスが演じたリポーターのジェイソン・ストーン役には、マシュー・ブロデリック、ジョニー・デップも候補に挙がっていた。
ベテラン女優のシルヴィア・シドニーは今作が遺作となった。
劇中、ナタリーの飼い犬として登場するチワワは、かつてティム・バートン監督とリサ・マリーが来日した際に、歌舞伎町近辺のペットショップで購入したものである。

### 撮影
劇中で倒壊するジャック・ニコルソン演じるアート・ランドのホテルは、実際にラスベガスで廃業したホテルを爆破して撮影された。その話題は日本のニュースで取り上げられた。

### 追加シーン
ラスト近くの、バイロン・ウィリアムスの生還シーンは、試写後に「後味が悪い」という理由で急遽つけ加えられたものである。

### オマージュ
火星人の円盤のデザインは、『世紀の謎 空飛ぶ円盤地球を襲撃す』に登場する円盤を基にしている。劇中、円盤がレーザーでワシントン記念塔を破壊したあとわざわざ体当たりで倒すシーンがあるが、これも同作のオマージュである。同様に、光線銃の音響効果は、『宇宙戦争』から引用している。
バートンが熱烈なゴジラファンだったことから、劇中で映画『ゴジラvsビオランテ』（1989年）のシーンを流用している。同作品で特技監督を務めた川北紘一は、フィルムを貸し出した際に東宝映画会長の田中友幸が「えらい儲かった」と喜んでいたことを証言している。
また、宇宙人の弱点や、人類がそれを利用して反撃するクライマックスシーンは、同じくゴジラシリーズの『怪獣大戦争』を参考にしていると言われる。クライマックスでは世界の主要都市を攻撃する場面があるが、削除されたシーンの中には東京が火星人から攻撃を受けるシーンもあった。そのシーンは、ゴジラのシーンで変えられている。
映画『インデペンデンス・デイ』は、過激派エコロジストと偏屈なミリシアが力を合わせて宇宙人を撃退するというストーリーであったが、それを踏まえた本作はリベラルと右翼がそれぞれの間抜けぶりを露呈する筋書きとなっている。また『インデペンデンス・デイ』では和平志向の大統領に対して宇宙人がわざわざ侵略を公言して考えを変えさせていたが、本作では火星人が「逃げないで。我々は友達。」と連呼しながら地球人を殺戮するシーンがある。

### 音楽
『ナイトメアー・ビフォア・クリスマス』以来、監督のティム・バートンと音楽のダニー・エルフマンは仲たがいしていたが、この作品で再びコンビを復活させている。ダニー・エルフマンは、雑誌のインタビューでそれまでやった仕事の中でこの映画の音楽に一番満足していると語っている。主題歌はトム・ジョーンズの「よくあることさ」。

## 評価
レビュー・アグリゲーターのRotten Tomatoesでは85件のレビューで支持率は55%、平均点は6.00/10となった。Metacriticでは19件のレビューを基に加重平均値が52/100となった。
日本と海外では評価の温度差が激しく、特に本国アメリカ合衆国では、公開当時ティム・バートン史上最悪と酷評されていた。但し一部ではカルトな人気も得ている。